# Voormezele
Voormezele est une section de la ville belge d'Ypres située en Région flamande dans la province de Flandre-Occidentale. C'était une commune à part entière avant la fusion des communes de 1971 quand elle fut intégrée dans la commune de Zillebeke avant de devenir une section d'Ypres en 1977. 

## Démographie

### Évolution démographique
- Sources : INS, Rem. : 1831 jusqu'en 1961 = recensements[2].

## Histoire

### Première Guerre mondiale
En novembre 1914, séjournent à et autour d'Elverdinge, des troupes françaises retirées de la région de Saint-Pol-sur-Ternoise en Artois. Elles arrivent soit en voiture pour les officiers supérieurs soit en train jusqu'à Bailleul, puis à pied. Elles vont ensuite se poster dans le secteur Vlamertinge-Dikkebus- Voormezele. La région compte déjà plusieurs troupes notamment sanitaires, françaises et anglaises.

## Patrimoine civil et religieux
- Ancienne abbaye[4] de Voormezele [5]
- Château d'Elsenwalle